# Єжов Володимир Анатолійович
Володимир Анатолійович Єжов (відомий під ніком «Fresh»; 1 серпня 1984, Лубни — 22 грудня 2022, Бахмут) — український розробник відеоігор, геймдизайнер, один із розробників гри S.T.A.L.K.E.R. Учасник оборони України від російського вторгнення.

## Біографія
Закінчив НТУУ «КПІ» за спеціальністю «системи автоматизованого керування».
До 2007 року Володимир Єжов працював геймдизайнером у GSC Game World, після працював у Frogwares та інших студіях, а до того, як потрапив до лав ЗСУ у 2022 році, працював у Fishing Planet LLC. Брав участь у створенні таких ігор, як S.T.A.L.K.E.R., Clear Sky, «Козаки», World of Battles: Morningstar, Call of Cthulhu і The Sherlock Holmes: Devil's Daughter. Останньою грою, над якою працював Володимир, ймовірно, є The Fisherman - Fisher Planet. У S.T.A.L.K.E.R.: Поклик Прип'ять GSC Game World використала обличчя Єжова при створенні персонажа Локі, попри те, що він вже не працював у студії на той момент. Мав двох неповнолітніх синів.

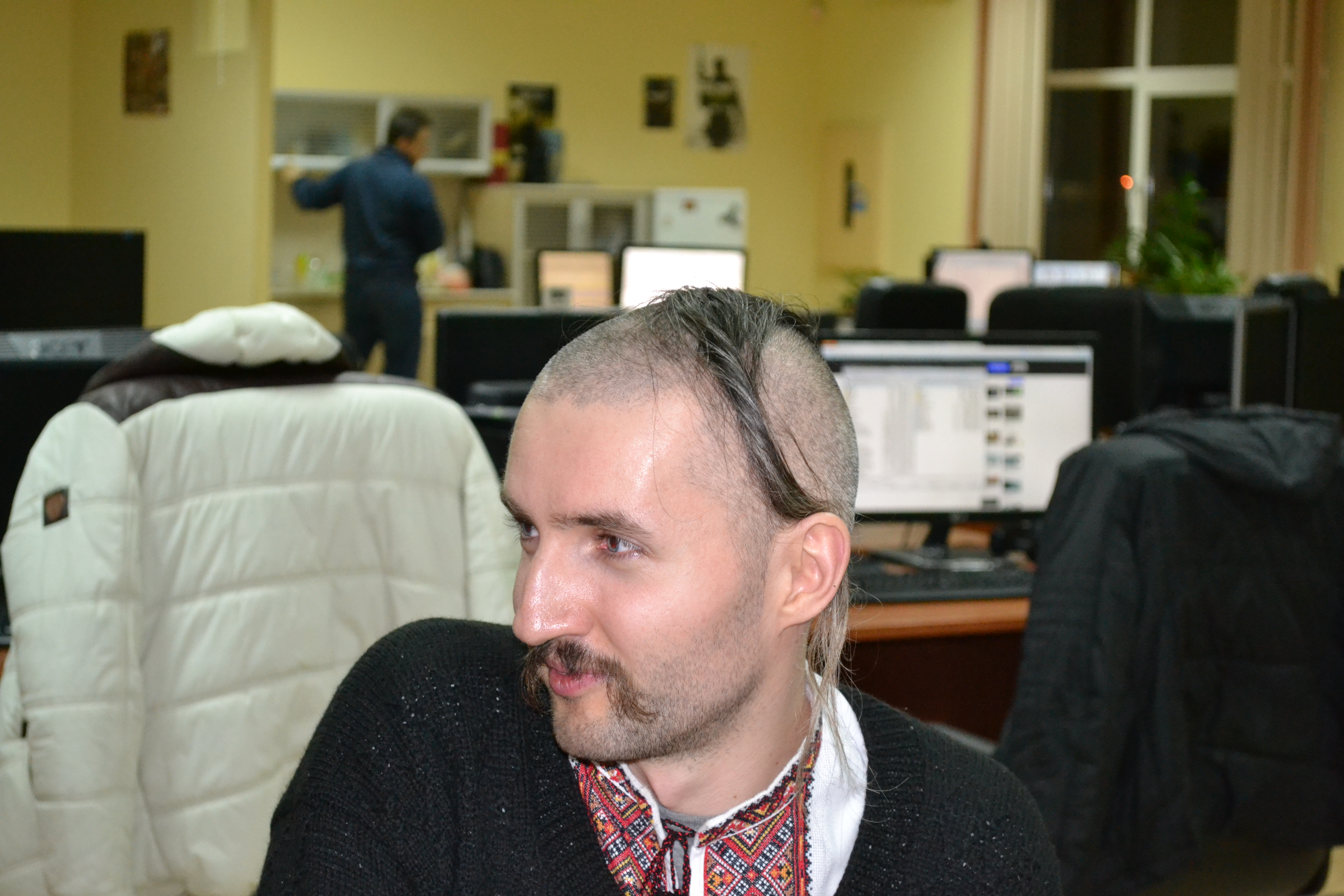
Володимир Єжов на робочому мiсцi в компанії Frogwares

Починаючи з 24 лютого 2022 року захищав Київ як доброволець у складі роти УВО, утвореної ветеранами батальйону «ОУН» напередодні російського вторгнення, пізніше командир підрозділу аеророзвідки 23-го батальону спеціального призначення Окремої президентської бригади.[джерело?]
22 грудня 2022 року Володимир Єжов загинув, захищаючи Батьківщину від російських окупантів, у боях під Бахмутом. 27 грудня 2022 року у Володимирському соборі відбулось прощання з Єжовим за участю військового караулу, яке відвідали багато людей. Похований на Лісовому кладовищі.
Фільм War Game: The Making of S.T.A.L.K.E.R. 2 присвячено дизайнеру оригінального S.T.A.L.K.E.R. Володимиру Єжову, актору озвучення Олексію Хільському та іншим загиблим захисникам та захисницям України.

## Нагороди
- Орден «За мужність» III ступеня[9].